# イアン・ヒル
イアン・ヒル（Ian Frank Hill、1951年1月20日 - ）は、イギリス、ウェスト・ブロムウィッチ出身のヘヴィメタルベーシスト。ヘヴィメタルを代表するバンドのひとつ、ジューダス・プリーストの結成メンバーであり、現在に至るまで精神的支柱でもある。身長175cm。
地元のジャズミュージシャンだった父にダブルベースを習う。1970年、K・K・ダウニング、ジョン・エリスと「FREIGHT」を結成。その後すぐにアル・アトキンスが加入し、活動停止状態にあったジューダス・プリーストを名前を引き継ぐ形で結成する。また、グレン・ティプトンや、ガールフレンドの兄であったロブ・ハルフォードをメンバーに加えたのも彼である。以降、シーンの最重要バンドを支えるベーシストとして活動中。
なお、ロブの妹とは後に結婚し、長男をもうけたが1998年に離婚、後に別の女性と再婚している。
ステージ上では後方に仁王立ちしていてあまり目立つことがない。初期のハードロックを主体としていた時代にはテクニカルなプレイや目立つ服装もあったが、バンドがヘヴィメタルそのものを体現するようになってからは演奏も非常にシンプルで無駄のないものに徹している。